# Amborondra
Amborondra est une commune rurale malgache située dans la région de Fitovinany.